# Nghĩa trang Lịch sử Weimar

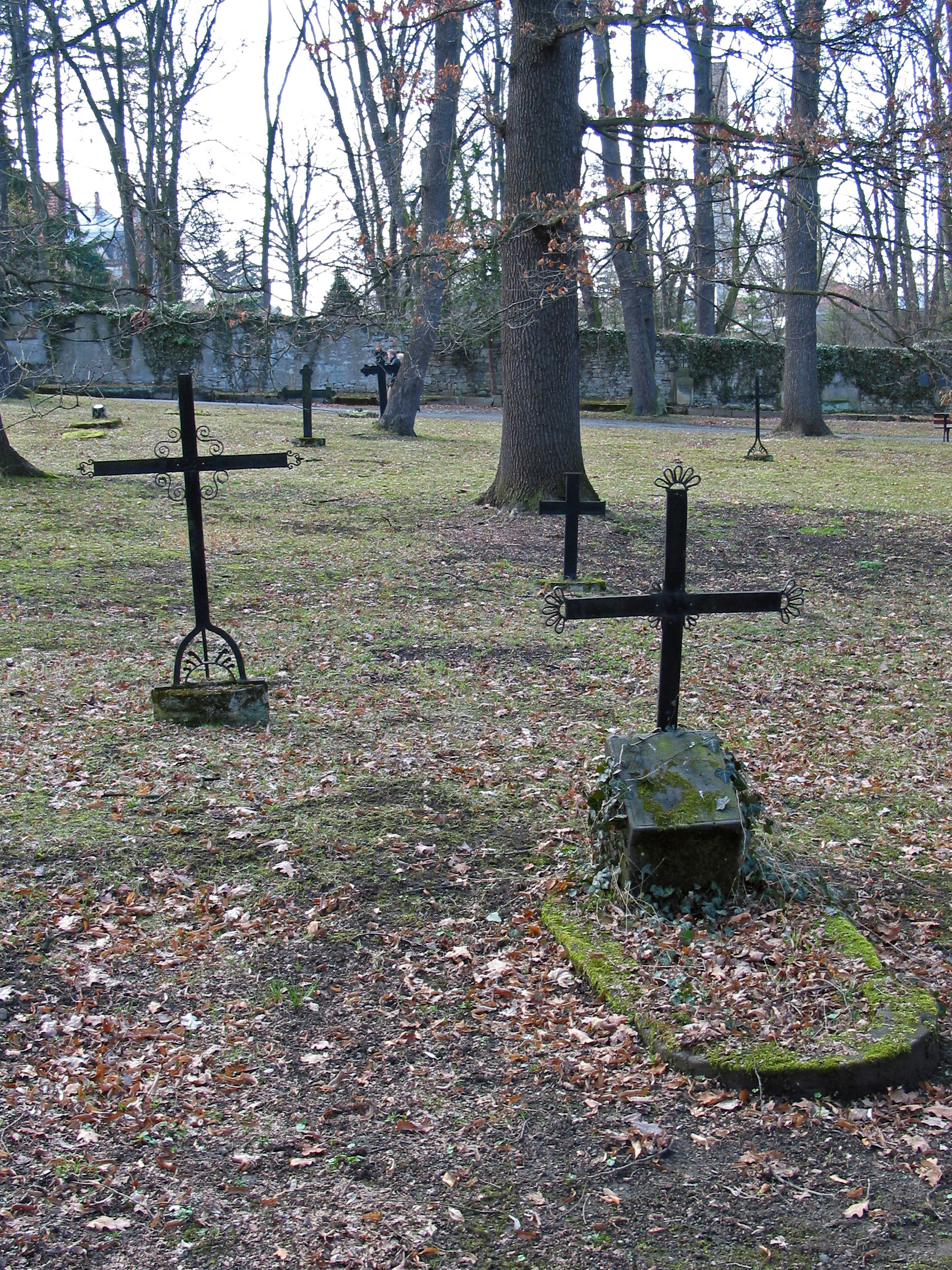
Nửa phía tây của nghĩa trang.

Nghĩa trang Lịch sử Weimar là một trong số những nghĩa trang được ghé thăm nhiều nhất tại Đức. Đây là nơi an nghỉ của rất nhiều những nhân vật nổi tiếng của Đức. Được khánh thành vào năm 1818, đây là một công viên nghĩa trang nằm trên một ngọn đồi ở phía tây nam thành phố với rất nhiều cây cổ thụ. Địa điểm hấp dẫn nhất tại nghĩa trang là hầm mộ, nhà nguyện Weimarer Fürstengruft là nơi lưu giữ thi hài của hai nhà thơ, nhà soạn kịch vĩ đại của Đức Johann Wolfgang von Goethe và Friedrich Schiller.
Năm 1998, UNESCO đã đưa Nghĩa trang Lịch sử này như là một phần của Di sản thế giới Weimar cổ điển.

## Lịch sử
Khi khu vực chôn cất lâu đời nhất tại Weimar là nghĩa trang Jacobsfriedhof nằm quanh Nhà thờ Giáo hội Jakobskirche (Nhà thờ Thánh James) không còn đủ chỗ để chôn cất, từ năm 1814-1818 một nghĩa trang mới được xây dựng tại phía tây của vườn Poseckschen ở phía tây nam thành phố đã được xây dựng. Lễ khánh thành diễn ra vào ngày 20 tháng 3 năm 1818. Từ năm 1862, nó đã được mở rộng, với phần mở rộng có diện tích lớn hơn nhiều về phía nam và phía tây đến được gọi là "nghĩa trang chính" của Weimar. Phần nghĩa trang lâu đời nhất từ năm 1818, giống như công viên nghĩa trang nằm ở phía bắc ngày nay được gọi là "Nghĩa trang Lịch sử" Weimar. 

## Mô tả
Bên trái cổng chính là một cấu trúc đá được xây dựng từ năm 1878-1879 được thiết kế như là một nhà xác nhưng sau đó được thiết kế lại vào năm 1921 như là một đài tưởng niệm Chiến tranh thế giới thứ nhất với tên gọi "Memorial Hall".
Cổng chính đi vào theo một trục trung tâm thẳng cùng một con đường khác ở phía nam dẫn lên ngọn đồi trung tâm ở giữa nghĩa trang, là nơi có Weimarer Fürstengruft và Nhà nguyện Chính thống Nga ở phía sau. Weimarer Fürstengruft phục vụ riêng như là nơi chôn cất của Công tước của Đại công quốc Saxe-Weimar-Eisenach với hai ngoại lệ là hai nhà thơ vĩ đại Johann Wolfgang von Goethe và Friedrich Schiller mà theo yêu cầu của Đại Công tước Karl August cũng được chôn cất tại đây.
Phía sau hầm mộ hoàng gia này là Nhà nguyện Chính thống Nga mà theo yêu cầu của Nữ công tước Maria Pavlovna. Bà là con gái của Sa hoàng Pavel I và là vợ của Công tước Charles Frederick của Saxe-Weimar-Eisenach.
Các ngôi mộ khác và nhà nguyện là nơi chôn cất của nhiều gia tộc giàu có ở Weimar nằm dọc theo các bức tường xung quanh nghĩa trang. Cùng với việc trồng những cây cổ thụ trong công viên tạo thành một cảnh quan hoàng gia vô cùng uy nghi.
Ở nghĩa trang chính, phần mở rộng của nghĩa trang lịch sử là nơi chôn cất của nhiều nạn nhân của Trại tập trung Buchenwald và Vụ đánh bom trong Chiến tranh thế giới thứ hai.